# Zelowan
Zelowan là một chi nhện trong họ Gnaphosidae.